# Indice d’équité entre les générations
Pour les articles homonymes, voir IEG.
L'indice d’équité entre les générations (IEG) est un outil statistique réalisé et utilisé par des économistes pour comparer le niveau de vie de différentes générations.

## Histoire
C'est en 2013, lors d’une conférence devant le Regroupement des jeunes chambres de commerce du Québec (RJCCQ) de madame Carole Beaulieu, alors éditrice et rédactrice en chef du magazine L'Actualité, que naît l'idée d’un Indice québécois d’équité entre les générations (IQEG). C'est sous la direction de l’économiste Alexis Gagné qu'est mis en place par le RJCCQ un groupe de travail pour élaborer cet indice qui voit le jour en 2014. Publié en mars cette année-là, ce premier indice va permettre d'étudier l'évolution de la situation économique des Québécois de 25 à 34 ans sur la période de 1976 à 2011. Selon les données statistiques disponibles et les indicateurs retenus pour l'élaboration de ce premier indice, l'étude montre que le niveau de vie "s’est globalement amélioré pour les générations X et Y par rapport aux baby boomers."
Ce premier pas franchi, ces travaux ont conduit à la création, l'année suivante, de l'Institut des générations. Dès sa création, ses membres ont souhaité disposer d'un nouvel indice de façon à pouvoir l'appliquer aux autres provinces canadiennes. Ce nouvel indice, nommé « indice d’équité entre les générations », paraît en 2016. Utilisant 26 indicateurs, il a permis une comparaison de l'évolution de la situation économique de la génération des 25 à 34 ans du Québec et de l'Ontario sur la période de 1976 à 2012. Les résultats de cette étude conduisent au constat que la jeune génération de Québécois a réalisé des gains sur les jeunes Ontariens depuis 1990 selon 14 des 26 indicateurs de l'indice.

## Auteurs de l'IEG
Au moins 12 personnes ont participé à l'élaboration de l'indice d’équité entre les générations dont voici la liste :
- Alexis Gagné, économiste, candidat au doctorat en éducation à l'Université de Montréal et analyste stratégique à la Fondation Lucie et André Chagnon
- Laura O'Laughlin, économiste principale au cabinet de consultation en économie, finance et stratégie Groupe d'analyse
- Chrisitian Bélair, président de Credo, associé principal d'IS&B Économie simplifiée, ex-PDG du Regroupement des jeunes chambres de commerce du Québec
- Mariepier Isabelle, candidate au doctorat en économie à l'Université de Toronto, ex-présidente de la Commission jeunesse du Parti libéral du Québec
- Isabelle Fontaine, vice-présidente de Ryan Affaires publiques, ex-présidente du Comité national des jeunes du Parti québécois
- Nathaniel Bérubé-Mimeault, économiste
- Réjean Parent, ex-président de la Centrale des syndicats du Québec
- Pierre Fortin, économiste, professeur émérite de l'Université du Québec à Montréal
- François Vaillancourt, économiste, professeur émérite de l'Université de Montréal
- Marcelin Joanis, économiste, professeur à l'École polytechnique de Montréal, chercheur au Centre interuniversitaire de recherche en analyse des organisations (CIRANO)
- Louise Harel, ex-ministre sous différents gouvernements du Parti québécois
- Monsef Derraji, PDG du Regroupement des jeunes chambres de commerce du Québec[2]